# キーペルト双曲線

キーペルト双曲線
Gは重心、Oは垂心である。

三角形におけるキーペルト双曲線（キーペルトそうきょくせん、Kiepert Hyperbola）とは、三角形の3つの頂点と重心と垂心を通る双曲線である。また外接円錐曲線の一種である。名前はドイツの数学者であるルードヴィヒ・キーペルトに由来している。

## キーペルト点と存在証明

キーペルト点

キーペルト点は、以下の手順で作図される点である。
1. 三角形 ABC に対し、∠xBC = ∠xCB = θ となる点 x をとる。
  - θが正の時は x は BC に対し A と逆側に取る。θ が負の時は x は BC に対し A と同じ側に取る。
2. 同様に y, z をとる。
3. Ax, By, Cz の交点 N がキーペルト点である。

キーペルト点の軌跡がキーペルト双曲線となる。
3線が1点で交わることは以下のように証明できる。
- Ax と BC が交わる点を D とする。
- BD : DC = △ABx : △ACx = AB sin(B + θ) : AC sin(C + θ)
- 同様に Bｙ とCA の交点を E, Cz と AB の交点を F とすると
CE : EA = BC sin(C + θ) : AB sin(A + θ), AF : FB = AC sin(A + θ) : BC sin(B + θ).
- チェバの定理の逆より AD, BE, CF は1点で交わる。これはヤコビの定理として一般化されている。

## 性質
上述の式からキーペルト点の重心座標は以下のようになる。
(a/sin(A + θ), b/sin(B + θ), c/sin(C + θ)).
ここで、a = BC, b = CA, c = AB である。
キーペルト双曲線の重心座標による式は以下のようになる。
(a2 − b2)xy + (c2 − a2)xz + (b2 − c2)yz = 0.
漸近線は、ブロカール軸と外接円の交点から求められるシムソン線であり、その交点X(115)は重心座標によって以下のように表される。
((b2 − c2)2, (c2 − a2)2, (a2 − b2)2).
この点は九点円上にある。
三角形が二等辺三角形のとき、この双曲線は2本の漸近線に退化する。正三角形のとき、上述の重心座標の式の左辺は0になるため定義できない。実際 θ=-60° のとき、任意の点 P に対して AxP ByP CzP の3組は同一直線上にある。
ブロカール軸上の点の等角共役の軌跡はキーペルト双曲線である。

## 線上の主な点
以下の点はキーペルト双曲線上にある。
- 3つの頂点
- 重心
- 垂心
- フェルマー点
- ナポレオン点
- 中点三角形の内心(シュピーカー点)
- 第三ブロカール点
- タリー点
- ベクタン点